# Giulio Romano
Giulio Romano (tkp. Pippi) (Róma, 1499. – Mantova, 1546. november  1.) olasz festő és építész.
Rafaello tanítványa és segédje volt; mesterének számos festményén közreműködött, több félbehagyott freskóját befejezte (Constantinus-terem freskói, Vatikán, Krisztus színeváltozása). Legnagyobb önálló oltárképe: Szt. István megkövezése (1523, Genova, S. Stefano). Mint építész is Rafael nyomdokain haladt, folytatta a római Villa Madama-t. Mantovában főműve a Palazzo del Té, amelynek freskóit is maga festette, proto-barokk szellemben. Giulio Romano körül Mantovában egész iskola képződött, amely a manierizmus elindításában vezérszerepet játszott.

## Életpályája
Rafaello tanítványa volt. Jelentékeny részt vett a Vatikán stanzáit és loggiáit díszítő festmények, valamint a római Farnesinában levő Amor és Psyehe képsorozat elkészítésében és kivált a Vatikán Constantinus-termóben levő képeket G. és Penni fejezte be Rafaello halála után. A Rafaello műhelyéből kikerült függőképek egy részén is felismerhető Giulio  Romano keze nyoma, alakjainak sajátos típusa, formáik némi durvasága, vörös hússzíne, sötét árnyékolása (pl. a vatikáni képtárban levő Transfiguratio alsó része). Önálló festményei: a római Sta Maria deli' Aninna templom főoltárát díszítő Madonna-kép; Madonna della Gatta, a nápolyi múzeumban; A fürdőkádas (della Catina) Madonna, a drezdai képtárban; Szent István vértanúsága, a genovai Sto Stefano templomban, stb. Építészettel is foglalkozott és Rómában felépítette és festményeivel díszítette pl. a Villa Lantét (ma Casa Hertz). Tág tere nyílt Giulio Romano tevékenységének Mantovában, ahol 1524-től Federico Gonzaga  szolgálatában állott. A hercegi palotát pompás festményekkel díszítette, palotákat (köztük saját háza) és templomokat (S. Benedetto, a székesegyház belseje) épített, legnevezetesebb alkotása azonban a hercegi nyári lak, a Palazzo del Tè (1525—35), amelynek architektúrája helyenként nehézkes, de belső térhatása néhol megkapó, dekoratív kiképzése nemes és gazdag, míg az egyes szobákat és termeket díszítő allegóriai ós mitológiai tárgyú falfestmények, köztük a Sala de' Giganti híres kifestése, Rafaello-féle, antikizáló és erősen realisztikus elemek egyesítését mutatják és szellemben már a barokk festészethez közelednek.

## Képgaléria

Madonna a gyermekkel, 1523 körül
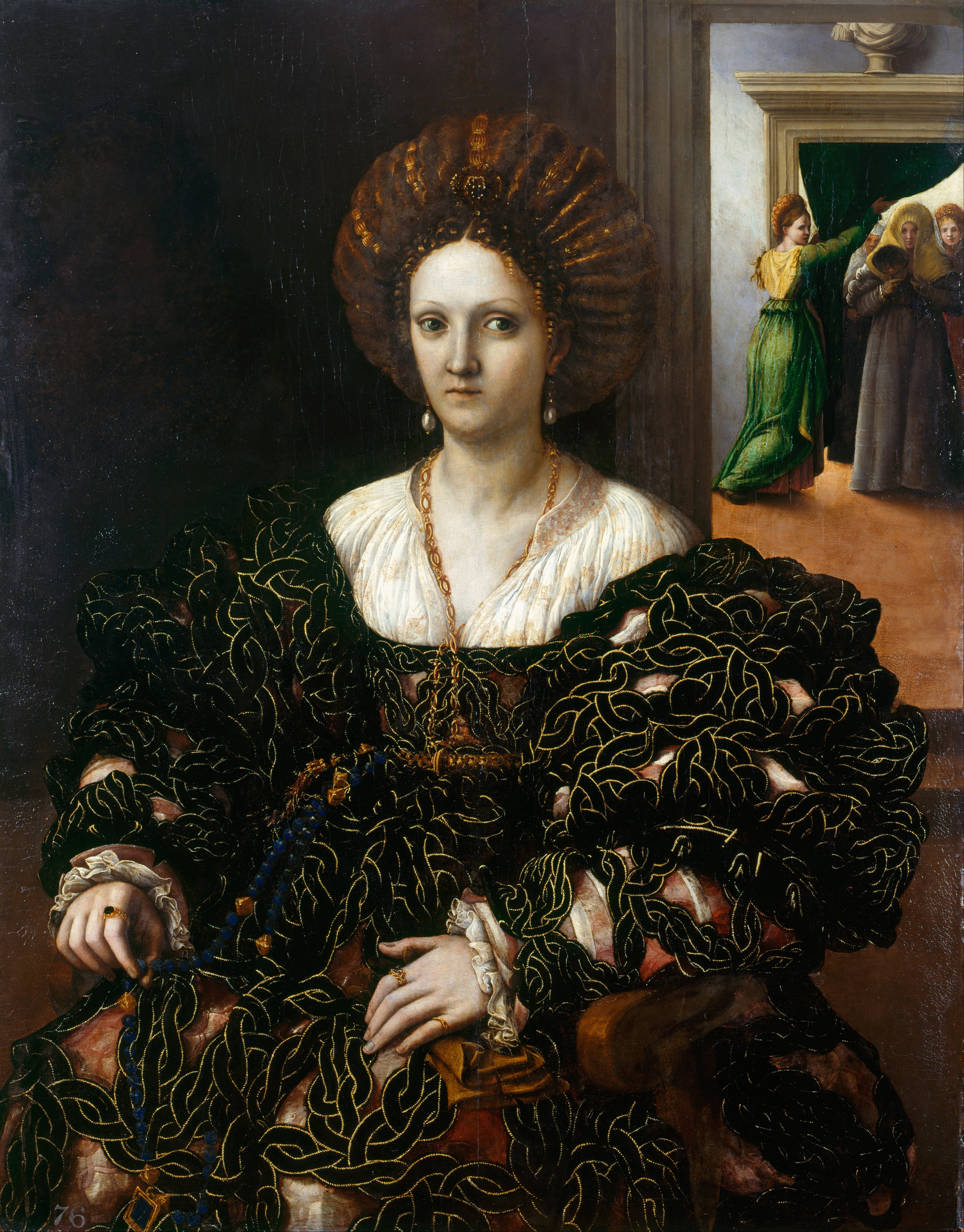
Margherita Paleologo (1510–66)
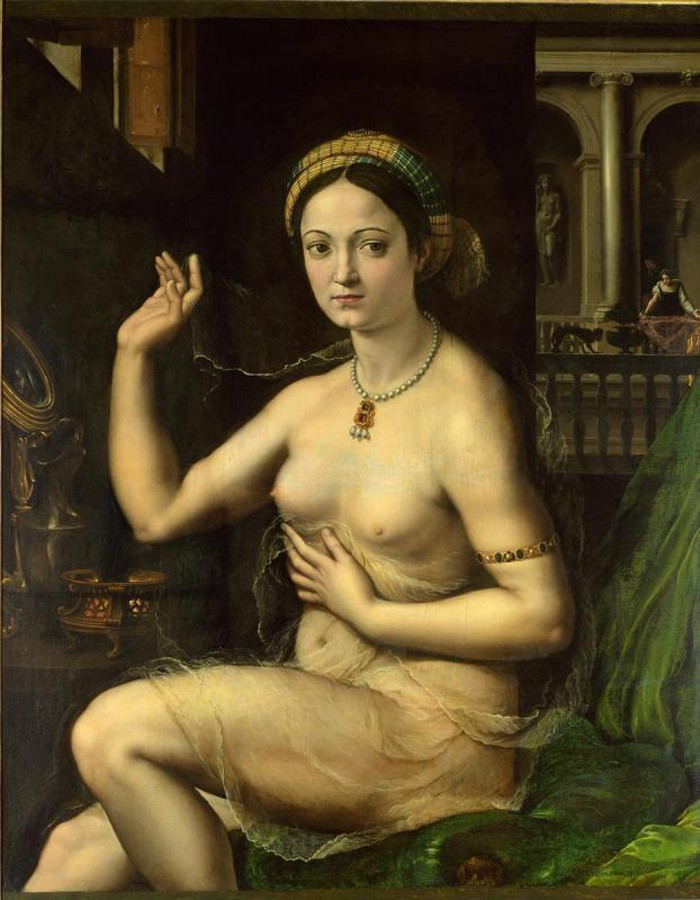
'Donna alla toeletta, 1520
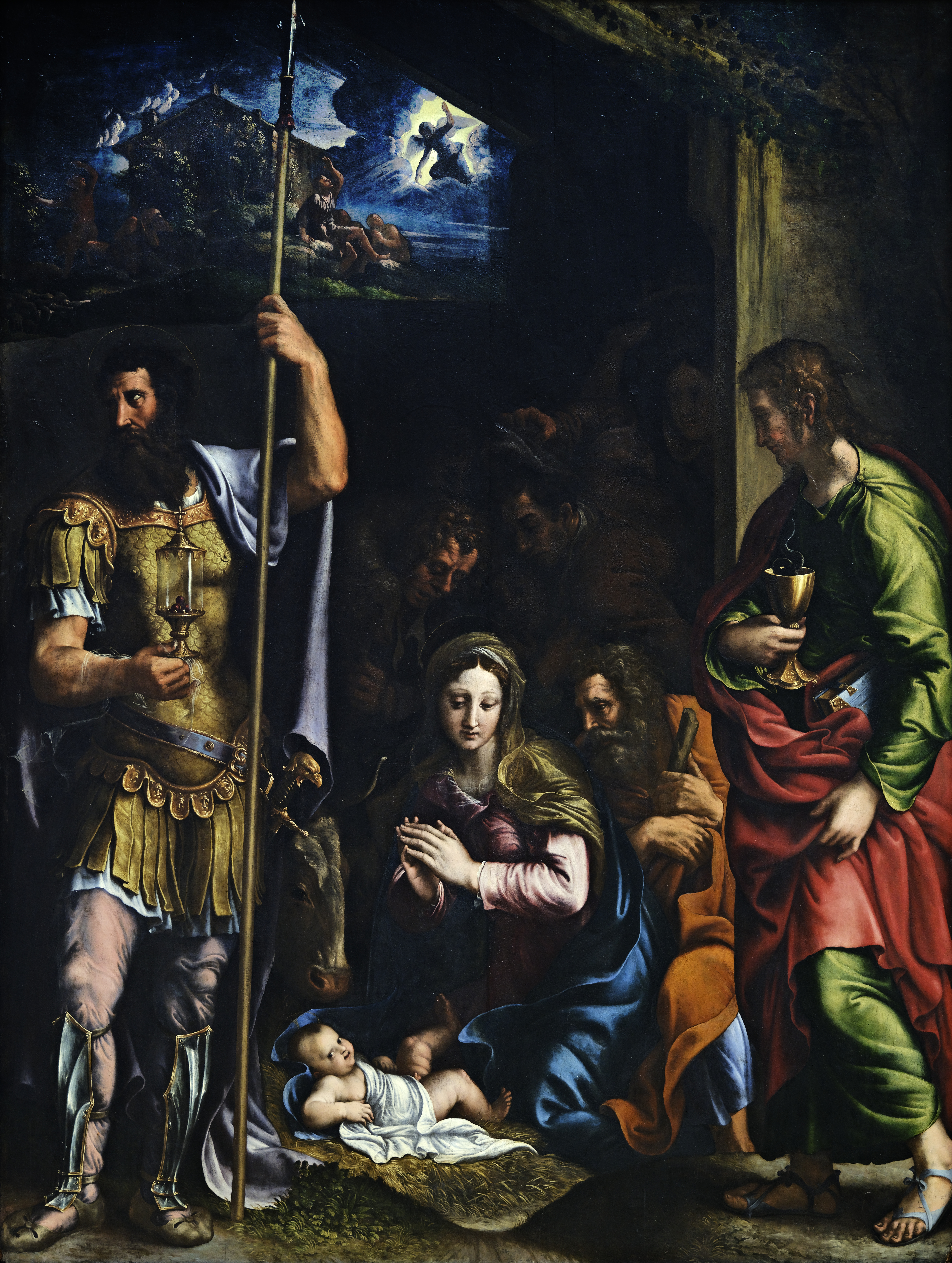
A pásztorok imádása
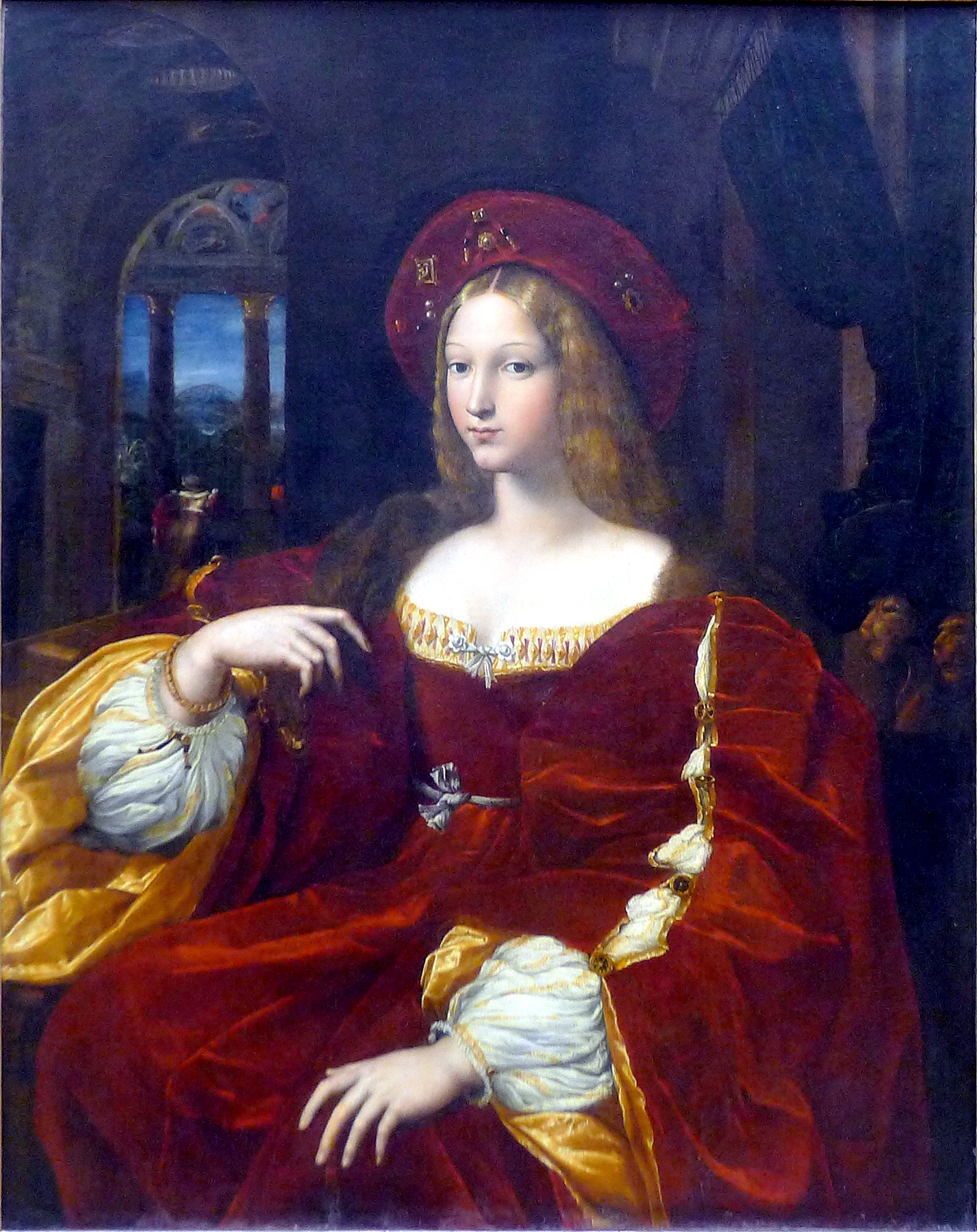
Doña Isabel de Requesens arcképe (esetleg Raffaello közreműködésével)
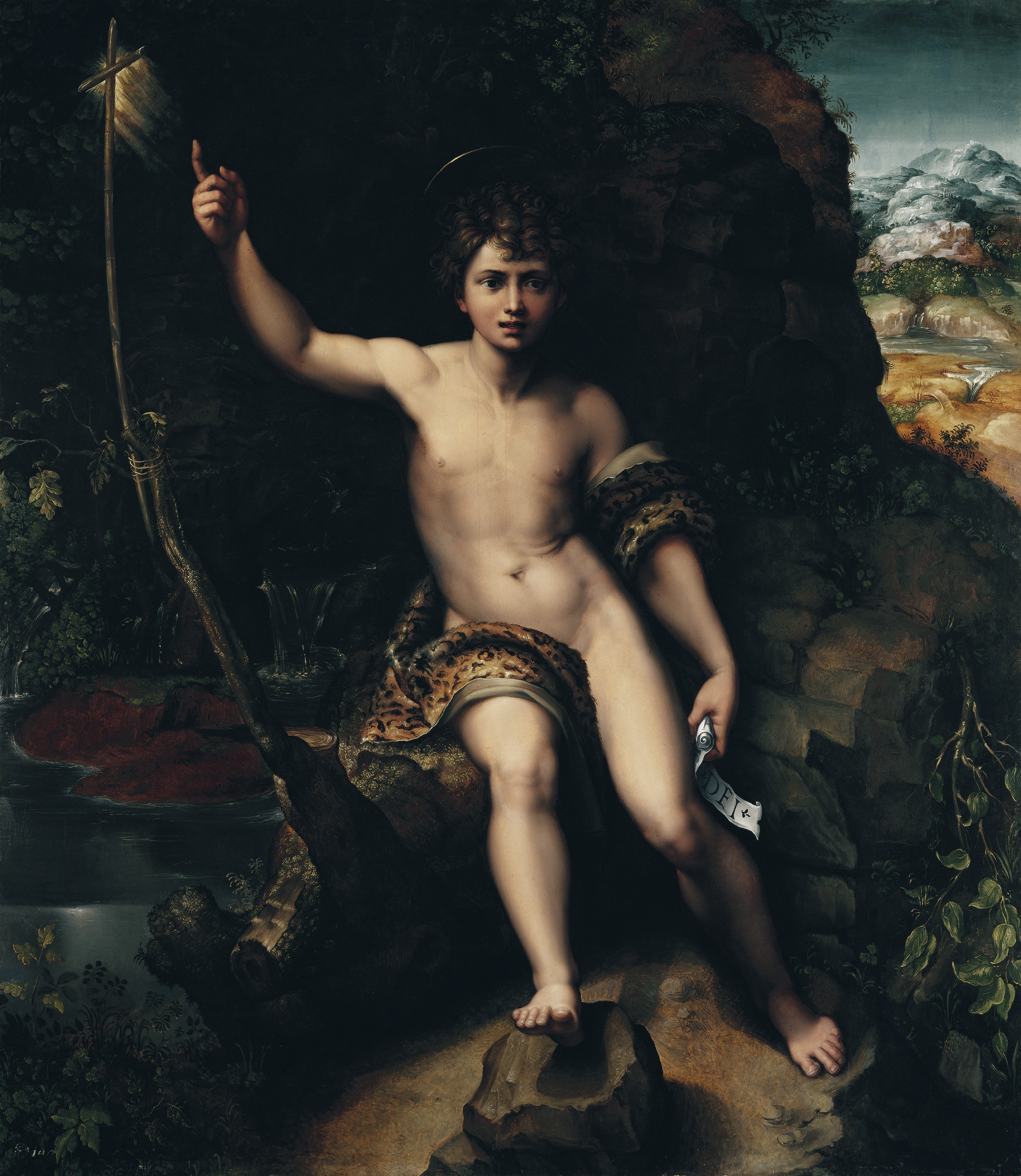
Keresztelő Szent János a vadonban